# Karel Rada
Karel Rada (Karlovy Vary, 2 de março de 1971) é um ex-futebolista tcheco, que atua como defensor. 

## Carreira
Atuou em duas Eurocopas e na Copa das Confederações de 1997.
Por clubes atuou fora do seu pais atuou apenas em duas equipes no trabzonspor de 1996 a 1998 e Eintracht frankfurt de 2000 a 2002. Aposentou-se na temporada 2007/2008 pelo Bohemians 1905.